# Agatha Christie: The ABC Murders (jeu vidéo, 2016)
Pour les articles homonymes, voir Agatha Christie: The ABC Murders.
Agatha Christie: The ABC Murders est un jeu vidéo d'aventure en pointer-et-cliquer développé par Artefacts Studio et édité par Microïds, un label de Anuman Interactive. Le jeu est sorti sur PC, Mac, PS4 et Xbox One le 4 février 2016 en Europe et le 23 février 2016 aux États-Unis. Son prix est d'environ 20€
Le jeu est une adaptation libre du roman policier A.B.C. contre Poirot d'Agatha Christie. Le célèbre détective belge Hercule Poirot se voit mis au défi par un mystérieux « ABC » qui lui annonce les meurtres qu'il va commettre.

## Trame

### Synopsis
En 1935, le célèbre détective belge Hercule Poirot reçoit une mystérieuse lettre d'un certain « ABC » lui annonçant un meurtre à venir. Le tueur nargue le détective et la police de l'attraper. Pour Poirot et son fidèle ami le capitaine Hastings, l'enquête commence après le meurtre d'Alice Ascher dans sa boutique à Andover.

### Personnages
Le joueur contrôle le détective privé belge Hercule Poirot, mis au défi par un mystérieux tueur se faisant appeler « ABC ». Il est assisté dans son enquête par le capitaine Arthur Hastings et l'inspecteur Japp. Les autres personnages du roman sont présents dans le jeu : Franklin Clarke, Sir C. Clarke, Donald Fraser et Elizabeth Barnard...

## Système de jeu
Agatha Christie: The ABC Murders est un jeu d'aventure en pointer-et-cliquer. Le joueur contrôle le personnage en vue à la troisième personne. Le scénario est linéaire. Le gameplay consiste en des phases d'exploration de scènes de crime à la recherche d'indice, faisant parfois appel à la résolution d'énigmes, et des phases d'interrogations de témoins et de suspects, demandant observation et attention. Le joueur peut ensuite établir des déductions, grâce à ces « petites cellules grises », pour dresser la chronologie des évènements.
En parallèle des enquêtes, le joueur peut collecter des points d'Ego (600 au total). Il les reçoit en agissant comme le ferait Hercule Poirot dans la « vraie vie », par exemple en se regardant dans un miroir.

## Développement

### Genèse
Le 19 août 2013, l'éditeur français Anuman Interactive annonce avoir acquis les droits de la licence Agatha Christie pour la réalisation de jeux vidéo adaptés des œuvres de la romancière. Les jeux seront édités par le label Microïds, déjà à l'origine de jeux tel que la série des Syberia,.
Le 4 décembre 2013, à l'occasion de la Game Connection Europe, le studio annonce le développement d'un premier titre, Agatha Christie: The ABC Murders, adapté du roman A.B.C. contre Poirot d'Agatha Christie. Cette histoire avait déjà été adaptée en jeu vidéo du même nom par un autre studio en 2009 pour la Nintendo DS, sans grand succès,. Le développement est assuré par Artefacts Studio, sous la direction du game designer Bruno Chabanel, du directeur artistique Jean-Marie Godeau et du directeur de production Olivier Gaudino.

### Technique
Si le système de jeu s'inspire de celui de la série de jeux vidéo Sherlock Holmes, ce n'est pas le cas du style graphique. Au photoréalisme, les développeurs ont préféré choisir l'ombrage de celluloïd (cel-shading) donnant un aspect « cartoon ». Le moteur de jeu utilisé est Unity. L'identité visuelle des personnages est mise au point par la dessinatrice de bande-dessinée Daphné Collignon. La conception du personnage d'Hercule Poirot est inspirée de l'interprétation de l'acteur David Suchet qui a joué le détective pendant 24 ans dans la série britannique Hercule Poirot.

### Musique et doublage
La musique est composée par Audioplum Studio.
Le jeu est doublé en français et en anglais, et dispose de sous-titres en français, anglais, italien, espagnol, allemand, portugais brésilien, polonais et russe.
| Voix françaises - Laurent Pasquier - Sandra Vandroux - Élodie Lasne - Julien Dutel - Damien Laquet - Franck Adrien | Voix anglaises - Julien Dutel - Robert Hackwill - Mike Andrew - Alex Laub - Alex Robini - Keith Farquhar - Pamela Kenny Levick - Toks Salako |

## Promotion et distribution
En novembre 2014, Microïds dévoile les deux premières images du jeu. En février 2015, le studio dévoile la première bande-annonce du jeu. À la fin de l'année 2015, Microïds met en ligne trois vidéos de quelques minutes sur les coulisses du développement du jeu. La première vidéo, diffusée le 24 novembre 2015, explique les mécaniques du jeu. La seconde, diffusée le 3 décembre 2015, parle du public visé par le jeu et de sa difficulté. La troisième et dernière, diffusée le 10 décembre 2015, montre quel acteur a inspiré le personnage de Poirot dans le jeu.
Le jeu sort simultanément sur PC, Mac, PS4 et Xbox One le 4 février 2016 en Europe et le 23 février 2016 aux États-Unis. Un cadeau est offert aux personnes précommandant le jeu : un mug avec le logo du jeu et la moustache d'Hercule Poirot.

## Accueil

### Critiques
Pour Jeuxvideo.com, le jeu possède une bonne histoire et des graphismes soignés malgré un manque de moyens. De plus, l'atmosphère d'Agatha Christie est bien restituée, tout comme la personnalité de Poirot. Mais le jeu est bien trop facile, sans possibilité d'échec, et les énigmes s'intègrent parfois mal dans l'histoire. Les mécaniques de gameplay sont les mêmes que celles de la série de jeux vidéo Sherlock Holmes.